# René Wadas

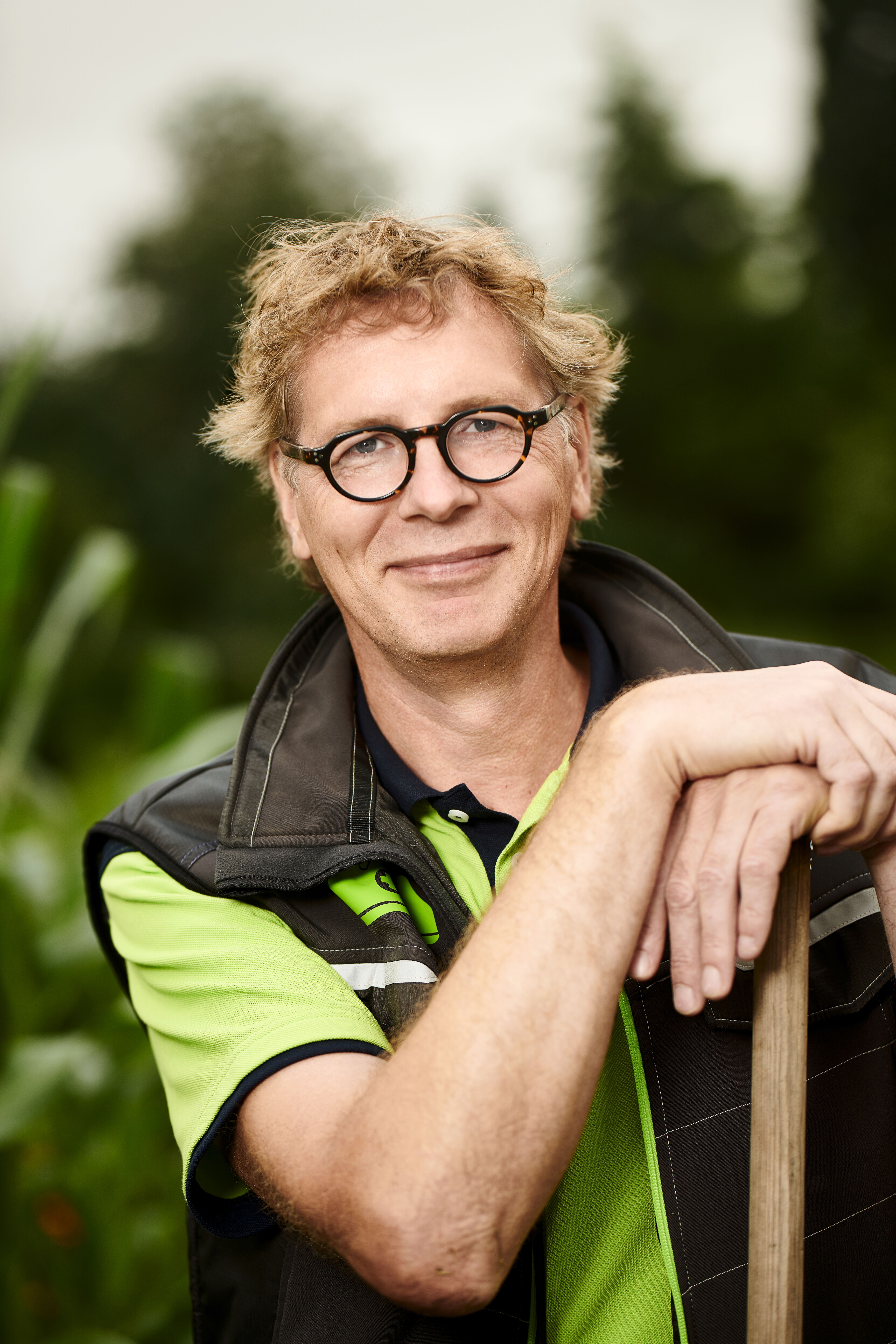
Rene Wadas (2020)

René Wadas (* 30. Oktober 1969 in Berlin) ist ein deutscher Gärtnermeister und Autor.

## Leben
Wadas wuchs mit sechs Geschwistern in Berlin-Kreuzberg auf, direkt am Park Hasenheide. Von 1987 bis 1990 absolvierte er eine Lehre zum Zierpflanzengärtner in der Gärtnerstadt Wolfenbüttel und schloss diese erfolgreich ab. Nach der Gesellenzeit legte Wadas vor der Landwirtschaftskammer Hannover 1995 seine Meisterprüfung ab. Nach zweijähriger Leitung eines Gartencenters begann er 1997 seine selbständige Tätigkeit als „Pflanzenarzt“, geprägt von seinem Vorbild Marie-Luise Kreuter.
Wadas schult deutschlandweit Mitarbeiter von Gärtnereien und Baumärkten sowie Landwirte und Biologen und hilft Hobbygärtnern, wenn sie Probleme mit ihren Pflanzen haben. Schädlinge, Ungeziefer und Pflanzenkrankheiten sind sein Spezialgebiet; bei der Behandlung der Pflanzen arbeitet er ohne Einsatz von chemischen Mitteln.
Wadas ist regelmäßig zu Gast in Talkshows. Es wurden mehrere Reportagen über ihn gedreht. Der NDR sendete eine mehrteilige Serie über seine Einsätze als Pflanzenarzt unter dem Titel Gärtnern natürlich.
Wadas Sachbücher wurden im Rowohlt Verlag veröffentlicht, die Marke „Pflanzenarzt“ wurde 2018 vom Amt der Europäischen Union für geistiges Eigentum (EUIPO) als europäische Marke eingetragen. Gemeinsam mit einer Braunschweiger Firma entwickelte Wadas Pflanzenstärkungsmittel, die den Einsatz von chemischen Pflanzenschutzmitteln im Kleingarten überflüssig machen sollen.
Wadas lebt mit seiner Familie im niedersächsischen Börßum.

## Veröffentlichungen
- Hausbesuch vom Pflanzenarzt. Tipps und Tricks für Garten und Balkon. Rowohlt Taschenbuch Verlag, Reinbek 2018, ISBN 978-3-499-63354-6
- Der Pflanzenarzt. Mein großes Praxisbuch für Garten und Balkon. Rowohlt Taschenbuch Verlag, Hamburg 2019, ISBN 978-3-499-63458-1
- Der Pflanzenarzt. Ein gesunder Garten ohne Chemie. Rowohlt Taschenbuch Verlag, Hamburg 2020, ISBN 978-3-499-00302-8
- Der Pflanzenarzt. Ein gesunder Garten ohne Chemie. Hörbuch. Gelesen von Clemens Benke. Audiobuch Verlag 2020, ISBN 978-3-95862-639-3
- Der Pflanzenarzt: Glückliche und gesunde Zimmerpflanzen Rowohlt Taschenbuch Verlag, Hamburg 2021, ISBN 978-3-499-00626-5
- Mit dem Pflanzenarzt durchs Gartenjahr. Ein immerwährender Begleiter für glückliche und gesunde Pflanzen Rowohlt Taschenbuch Verlag, Hamburg 2023, ISBN 978-3-499-01018-7
- Der Pflanzenarzt: Gesundes Gemüse anbauen Rowohlt Taschenbuch Verlag, Hamburg 2023, ISBN 978-3-499-01017-0
- Der große Wadas. Das Nachschlagewerk für gesunde und glückliche Pflanzen. Rowohlt Taschenbuch Verlag, Hamburg 2024, ISBN 978-3-499-01480-2